# Patricia Bucher
Patricia Bucher (* 1976 in Aarau; heimatberechtigt in Ballwil und Hohenrain) ist eine Schweizer Installations- und Objektkünstlerin mit einem Schwerpunkt auf Malerei und Zeichnung. Sie wurde 2011 mit dem Manor Kunstpreis ausgezeichnet.

## Werdegang
Patricia Bucher absolvierte die Handelsdiplomschule und den Gestalterischen Vorkurs der Schule für Gestaltung Aargau. Anschliessend erhielt sie ihre künstlerische Ausbildung von 1997 bis 2001 an der Hochschule für Gestaltung und Kunst Zürich (HGKZ) sowie von 1999 bis 2000 an der School of Visual Arts (SVA) in New York. Ein Atelierstipendium des Aargauer Kuratoriums folgte 2001 in Paris. Bucher stellt seit diesem Jahr kontinuierlich aus. Gefördert wurde sie durch Werk- und Projektbeiträge. Von 2019 bis 2020 absolvierte sie ein Studium zum Master in Fine Arts an der Hochschule für Gestaltung und Kunst FHNW in Basel. Bucher unterrichtet seit 2014 an der Schule für Gestaltung in Aarau sowie seit 2025 an der Zürcher Hochschule der Künste (ZHdK). Zudem wirkte sie mehrfach in Preisgerichten mit. Sie lebt und arbeitet in Zürich und Berlin.

## Werk
Nach Yasmin Afschar standen die ersten Jahre Buchers künstlerischer Tätigkeit «im Zeichen von Zitat, Methode und Prozess». Ihre Arbeit «M.o.E.» entstand, indem sie Robert Musils Roman Der Mann ohne Eigenschaften in sieben Jahren von Hand abschrieb und als Stapel loser Seiten präsentierte. Ihr Werk «Schlachtenpanorama» wurde 2011 mit dem Manor Kunstpreis ausgezeichnet und im Kunstmuseum Luzern gezeigt. Eine grosse Zahl Bilder von Kämpfen aus der ganzen Welt wurden von ihr abgezeichnet, zu einer Collage zusammengefügt und als Rundbild präsentiert.
Ein Umbruch erfolgte nach zwölf Jahren. Bucher setzte sich unter anderem mit dem amerikanischen Architekten John Hejduk und seinen Entwürfen auseinander. Da sie sich zeitgleich mit Kelims beschäftigte, liess sie eigene Kelims mit architektonischen Motiven anfertigen. Diese wurden in einer Ausstellung im von Hejduk entworfenen Wall House 2 in Groningen gezeigt. Seitdem interessiert sie auch für Symbole und Chiffren unterschiedlicher Herkunft. Bucher zeichnet, aquarelliert und fertigt Wandmalereien, textile Arbeiten sowie räumlich-architektonische Werke an.

## Werke in öffentlichen Sammlungen
- Aargauer Kunsthaus
- C. und A. Kupper Stiftung
- Crédit Suisse Kunstsammlung
- Graphische Sammlung der ETH Zürich
- Kunstsammlung des Kantons Zürich
- Kunstsammlung Roche
- Kunstsammlung der Senatsverwaltung für Kultur und Europa, Berlin
- Manor Kunstsammlung
- Stadt Aarau Kunstsammlung
- Stadt Baden Kunstsammlung
- Stadt Zürich Kunstsammlung[3]

## Ausstellungen (Auswahl)

### Einzelausstellungen
- 2021: As thick as thieves (jede Wand ist eine Tür). Kunsthalle Arbon, Arbon
- 2021: rama lama ding dong. FORMA, Lausanne
- 2019: Earthquake, aeroplane, eye of hurricane. FORMA, Lausanne
- 2018: Don’t answer the door. Kunsthaus Grenchen
- 2018: sunlit | insult, Sam Scherrer Contemporary, Zürich
- 2017: Watching me watching you. FORMA, Lausanne
- 2014: o. T. Wall House 2, Groningen
- 2011: Schlachtenpanorama – Patricia Bucher. Kunstmuseum Luzern
- 2009: Blutsauger, Freibeuter, Falöschmünzer. Simultanhalle, Köln
- 2008: Alle Ideen blamiert, alle Utopien zersetzt. Galerie im Trudelhaus, Baden AG
- 2003: Übersee. Kunstmuseum Luzern[3]

### Gruppenausstellungen
- 2023: Kunststipendien der Stadt Zürich 2023. Helmhaus, Zürich
- 2019: of Color. Helmhaus, Zürich
- 2016: Swiss Art Awards. Messe Basel
- 2007: Top of central Switzerland. Kunstmuseum Luzern
- 2007: Substitut roh. … then we take Berlin. Part 1. Substitut – Raum für aktuelle Kunst aus der Schweiz, Berlin
- 2006: Emerging artists 06: Schweiz. Sammlung Essl, Wien
- 2002: Zentralschweizer Kunstschaffen. Jahresausstellung 2002. Kunstmuseum Luzern
- 2001: Aargauer Kuratorium – Kunstkredit 2001. Bally-Halle, Dépendance des Aargauer Kunsthauses, Schönenwerd[3]

## Auszeichnungen und Stipendien (Auswahl)
Bucher erhielt Auszeichnungen des Aargauer Kuratoriums in den Jahren 2021, 2018, 2016, 2015, 2013, 2002 und 2001.
- 2025: Recherchebeitrag, Pro Helvetia
- 2025: Freiraumstipendium, Aargauer Kuratorium
- 2023: Anerkennungspreis der UBS-Kulturstiftung
- 2023: Atelierstipendium Genua, Stadt Zürich
- 2011: Manor Kunstpreis
- 2008: Hans Trudel Kunstpreis[3][2]

## Publikationen (Auswahl)
Zu vielen Ausstellungen Buchers sind Kataloge erschienen.
- Claudius Fruehauf: How birds can keep you from marrying the wrong person (Künstlerheft). Jungle Books, St. Gallen 2023.
- Schlachtenpanorama. Snoeck, Köln 2011, ISBN 978-3-940953-74-2.
- Auswahl 06. Jahresausstellung der Aargauer Künstlerinnen und Künstler. Argauer Kunsthaus, Aarau 2006.[3]